# 황민경
황민경(黃敏暻, 1990년 6월 2일 ~ )은 대한민국의 여자 배구 선수이다. 블로킹 높이는 282cm이다.

## 선수 생활
초등학교 5학년에 처음 배구를 시작했으며, 반포초등학교와 세화여자중학교, 세화여자고등학교를 차례로 졸업한 후 2008년 10월 20일에 열린 2008-2009시즌 여자 신인선수 드래프트에서 1라운드 2순위로 한국도로공사에 입단<ref여자배구 신인 드래프트 1순위</ref>하였다.
이후 2016년 배유나를 도로공사에서 영입하자 보상선수로 GS칼텍스 서울 KIXX 로 이적하였으며, 2016 - 2017 시즌 종료 후 첫 FA 자격을 얻었고, 수원 현대건설 힐스테이트으로 이적하여 6시즌 동안 활약했다. 2022 - 2023 시즌 종료 후 세 번째 FA 자격을 얻었고, 계약기간 2년, 총 계약금 9억원(연봉 3억 2천만원, 옵션 1억 3천만원 등 1년 보수 4억 5천만원)에 화성 IBK기업은행 알토스와 FA 계약을 체결하여 이적하였다.
- V리그 개인 최다 득점

2013년 11월 13일 흥국생명전, 17일 기업은행전 20득점 (공격 20점)
- 컵대회 개인 최다 득점

2010년 8월 30일 GS 칼텍스전 23득점 (공격 19점, 서브 4점)

## 수상 경력

### 단체 수상

#### 개인 클럽
- 경북 구미 한국도로공사 (2008-2016)
  - V-리그
    - 챔피언결정전
      -  준우승 (1회) : 2014-15
      -  3위 (2회) : 2010-11, 2011-12

    - 정규리그
      -  1위 (1회) : 2014-15
      -  2위 (2회) : 2010-11, 2011-12

  - KOVO컵
    -  우승 (1회): 2011
    -  준우승 (1회) : 2010
- GS칼텍스 서울 KIXX (2016-2017)
- 수원 현대건설 힐스테이트 (2017-)
  - V-리그
    - 챔피언결정전
      -  3위 (1회) : 2017-18

    - 정규리그
      - 1위(시즌 조기종료) (1회) : 2019-20
      -  3위 (1회) : 2017-18

  - KOVO컵
    -  우승 (2회): 2019, 2021

### 개인 수상

#### 개인 클럽
- 경북 구미 한국도로공사 (2008-2016)
  - V-리그
    - V-리그 기량발전상 : 2010-11
    - V-리그 서브상 (1회) : 2011-12
    - V-리그 2010-11 12월 여자부 최우수선수(MVP)

## 국가대표 경력
- 2007년 아시아 유스 여자배구 선수권대회 및 세계 유스 여자배구 선수권대회 국가대표
- 2008년 아시아 청소년 여자배구 선수권대회 국가대표
- 2011년 월드그랑프리 국가대표